# Elektro-Surfboard

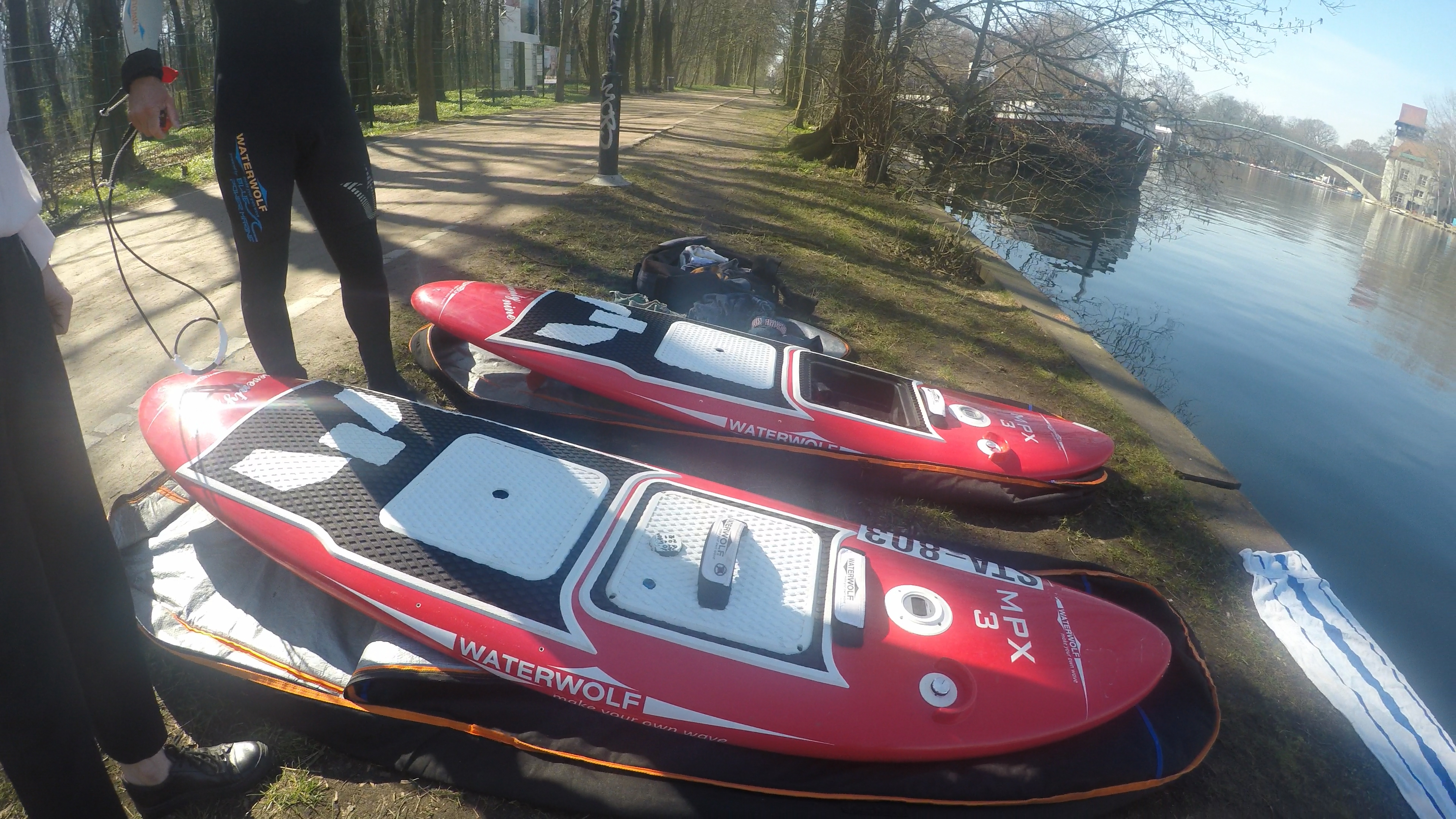
Elektro-Surfboard Waterwolf an der Spree in Berlin

Elektro-Surfboards (auch Jet Surfboard und Jetsurf genannt) sind mit der technologischen Weiterentwicklung von Batterien sowie Elektroantrieben (z. B. für Elektroautos, E-Bikes, Elektro-Skateboards) entstanden. Diese Antriebsart kann auch für den Wassersport genutzt werden.

## Geschichte
Elektroboote gab es bereits im 19. Jahrhundert, jedoch waren die verwendeten Bleiakkumulatoren zu schwer und zu sperrig für leichte Sportgeräte. Die ersten motorbetriebenen Surfboards entstanden in den 1980er Jahren und wurden noch mit Benzinmotoren betrieben. Erst die Entwicklung und Massenfertigung von leichten, leistungsfähigen Lithium-Ionen-Akkumulatoren und der mit deren Markteinführung verbundene Preissturz bei den Nickel-Cadmium-Akkumulatoren ließ einen wirtschaftlichen unkomplizierten Aufbau elektrisch betriebener Boards zu.
Die ersten Prototypen wurden in den 2000er Jahren vorgestellt.
Anfang 2017 gab es etwa sechs Hersteller von Elektro-Surfboards, darunter die Firmen Waterwolf in München, die Sashay GmbH mit Marke Lampuga in Hamburg, WaterRebels in Berlin, Radinn in Skandinavien, Aquillasurf in Spanien sowie E-Foil in Puerto Rico. Die Sashay GmbH, die von 2011 bis Frühjahr 2017 rund 400 Elektro-Surfboards verkauft hatte, meldete im April 2017 Insolvenz an; sie wurde von einem Investor übernommen, der die Marke Lampuga weiterführt.

## Beschreibung und Betrieb
Man unterscheidet zwischen Elektro-Surfbrettern mit Propeller und Jet-Antrieb. Die Leistungen bewegen sich derzeit zwischen 450 und 14.900 Watt, wodurch eine Geschwindigkeit von bis zu 60 km/h erreicht werden kann. Eine Batterieladung hält zwischen 20 und 55 Minuten.
Einige Boards sehen aus wie herkömmliche Surfbretter zum Wellenreiten, andere ähneln Wakeboards oder aufblasbaren SUPs. Ein Exot ist das E-Foil, das mit einem Hydrofoil über dem Wasser schwebt. Bekannte Hersteller für das E-Foil sind Flite (Fliteboard) und Lift.
Die rechtliche Lage für das Benutzen der E-SURFER ist noch kompliziert. In Bayern gibt es mit Stand 2017 drei Seen (zum Beispiel Starnberger See), die für Elektro-Surfboards freigegeben sind. Nach Aussage des Schifffahrtsbüros in Berlin darf ein elektrisches Surfbrett wie ein Jet-Ski betrieben werden, wenn es ein Kennzeichen hat.